# ハケンの品格
『ハケンの品格』（ハケンのひんかく）は、2007年1月10日から3月14日まで日本テレビ系「水曜ドラマ」枠で放送されたテレビドラマ。2020年6月17日から8月5日まで「水曜ドラマ」枠で13年ぶりに続編（第2シリーズ）が放送された。主演は篠原涼子。
当初は2020年4月15日から第2シリーズが放送される予定であったが、新型コロナウイルス（COVID-19）の感染拡大の影響を受けて収録が一定期間中止となり、放送が延期され、同年6月17日より放送開始された。

## あらすじ

### 2007・第1シリーズ
「契約延長はしない、担当セクション以外の仕事はしない、休日出勤や残業もしない」という条件を承諾させ、人材派遣会社「ハケンライフ」から大前春子（おおまえ はるこ）は派遣社員として東京丸ノ内にある老舗食品商社「S&F（エスアンドエフ）」の営業部マーケティング課に派遣される。
愛想がなく正社員に媚びない春子の態度は周囲から反感を買うが、実は春子の正体はあらゆる資格を持ち、特Aランクの評価を受ける“スーパーハケン”であった。 春子はどんなに大変な仕事も勤務時間内に必ず仕上げ、会社に舞い込むピンチやトラブルを次々と解決していく。

### 2020・第2シリーズ
かつての勢いを失い社員たちの覇気が下がり気味の大手食品商社「S&F」で、営業企画課の課長となった里中賢介はつぶやく。｢今、彼女が来てくれたら…」。当時を知る部下の浅野務は「まさかあの人を呼ぶんですか」と驚愕する。
「私を雇って後悔はさせません。3ヶ月間お時給の分はしっかり働かせていただきます」こうして、特Sランクにパワーアップした伝説のスーパーハケン・大前春子がS&Fに呼び戻される。｢とっくりが舞い戻ったって、本当か!｣とS&F旭川支社長補佐の東海林武は春子との再会に感激するが、完全に無視されるのだった。

## キャスト

### 主要人物
大前春子（おおまえ はるこ）〈33→34〉→〈47〉
演 - 篠原涼子
ハケンライフ 派遣社員
→ 「S&F」営業部 マーケティング課（時給3,000円 → 3,500円）
→ S&F運輸 名古屋営業所（直接契約）（第1シリーズ最終話）
→ 「S&F」営業事業部 営業企画課（第2シリーズ第1話）
2007・第1シリーズ
本作の主人公。1973年2月14日生まれ。人材派遣会社「ハケンライフ」の特Aランクのスーパーハケン。
時給は超破格の3,000円で、大型自動二輪車免許から核燃料取扱主任者など、一般的なものから超難関のものまで多数の資格を取得しており（詳細は#大前春子の所持資格（作中で確認できるもの）を参照）、所有する全ての資格証・認定証・免許証を青いファイルにファイリングして持ち歩いている。東海林に資格の数と種類を見られて「お前何歳だ?」と聞かれている。その一方、自動車修理の知識が無かったり（つまり自動車整備士免許は未取得）、絵画が極めて苦手など、不得意分野も見られる。
資格ではないが速読術を会得している他、スカイダイビングをやってのける度胸、果ては地震予知らしき能力まで見せる等、人間離れした能力を持つ。選挙のウグイス嬢の経験もあり、3人の代議士が当選している。
口癖は「＊＊＊ですが、それが何か？」。不得意分野を他人に見られてしまうなど何らかの失敗を冒したときは「私としたことが……」とつぶやく。仕事中は常に携帯電話の電源を切っており、留守番応答メッセージも、「大前春子です。出ません」の一言で済ませている。
職に就く期間と旅に出る期間を3ヶ月単位で繰り返す生活をしており、派遣就業中は母親の親友であった眉子が営んでいる「カンタンテ」の屋根裏に居候して、退勤後は「カンタンテ」の舞台で、フラメンコを踊っている。
非常に無愛想で笑顔を見せない謎めいた女性で、自分のことは絶対に他人には話さず、携帯電話の番号も教えないなど、殆ど他人と関わり合いを持とうとしない。一匹狼的な気質が染み付いており、たとえ相手が上司であっても歯に衣着せぬ主張をし、東海林ら正社員の多くから反感を買う。ただし、正社員との勝負事に故意に負けて面目を保たせるといった、派遣先と余計な摩擦を起こさない配慮もできる。また、他人の能力を客観的に分析し、長所を見つける眼力も併せ持つ。
以前はとても明るい性格であったが、正社員として勤めていた東京中央信託銀行が他行と合併した際にリストラされ、退職後、魚河岸でマグロの解体、せりなどの仕事を1年間していたがそこでも突然解雇された過去を持ち、これらの経験から会社というものを信用しなくなり、今まで一緒に仕事をしてきた仲間と別れる辛さを味わいたくないため、必要以上に他人と関わりを持たなくなってしまった。そのような経緯から、嘱託契約の更新を見送られそうになった小笠原の評価を桐島に聞かれた際は「マーケティング課のお荷物です」と答えたり、里中たちからサプライズで誕生日を祝われた際も素直に受け入れないなど情に流されない態度をとっていたが、態度とは裏腹に小笠原が会社に残れるよう彼に手柄を上げさせる手助けをしたり、渡されたバースデーカードをひとりになった時に読み涙するなど実際は非情に徹し切れていない。美雪が桐島によって派遣契約を切られそうになった時には、自発的にそれを阻止したこともあった。また、派遣社員になる以前に出会っている眉子やツネさんなど心を開いている相手には愛想良く接している。
フグ料理が「死ぬほど好き」で、他にもサバの味噌煮が好物であり、行きつけの定食屋「ようじ屋」で毎日のように注文している。
「S&F」との契約満了から約9ヶ月後、東海林が所長を務める「S&F」の子会社「S&F運輸 名古屋営業所」に「今度はあなたに、社長賞を取って頂きます」と自ら面談に赴き、3か月契約でトラック運転手兼一般事務の業務に就く。
2020・第2シリーズ
派遣社員としての評価を特Sランクにパワーアップさせて里中の要請で「S&F」の営業企画課に呼び戻される。以前と同様、表向きは情に流されない態度を取っているが、派遣社員の亜紀が人事部の墨田からセクハラ被害にあい、小夏の通報ともども人事部にセクハラ案件を隠蔽されようとしていることを知ると、亜紀と小夏を助け出し、東海林がS&F本社に復帰早々、商品の成分データ改ざん騒動で謝罪会見を開くことになった際は助け舟を出すなど、やはり情に厚いところを見せている。
社会情勢の変化でコストカット優先、ムダ省きを進めるため派遣社員ではなく正社員の首を切られるようになった日本社会、日本の会社を小説「日本沈没」に例えて「このままでは日本は沈没する」｢泳ぎださないと溺れる｣と危機感を示しており、かつては派遣社員として派遣先の会社の利益に背くような行動をとることはなかったが、隅田フーズがコストカットの目的で調理請負の契約を解除されそうになった際は、みずから隅田フーズがS&Fとの契約を解除するように仕掛けて、外資系大手の配達弁当の契約を結ばせるようにするなど、必ずしも派遣先の会社の利益だけに沿うのではなく、会社側の一方的な都合で被害を受けそうになる関係者に寄り添う行動も取るようになっている。
派遣に対する差別意識が強い宇野は派遣の力が必要なのにも関わらず、ことあるごとに派遣を否定するような言動をとるので、宇野に対しては彼の言動の矛盾をついて対抗している。
グルメブログ『社員食堂 全国カレー行脚』の人気ブロガー・プージャとして匿名で社食カレーの評価を行っており、「S&F」で牟田が作っていたカレーには三ツ星の評価を付けていた。バイトテロ騒動で客足が途絶えた一般客にも開放している社員食堂を盛り返すため、里中から牟田のカレーの味を再現するよう業務命令され、カレーマイスターの資格と牟田本人からの調理のアドバイスで再現に成功し、自身のグルメブログでの宣伝とも相まって、社食にカレーを求めて多くの客が足を運ぶようになる。
「黒豆ビスコッティ」のデータ改ざん騒動の際は、里中の指示で検査分析士の資格を生かしビスコッティの成分分析を行い、現物の成分と漆原教授が分析した成分データに食い違いがあることを突き止める。また、宇野の指示で処分されてしまった試食モニターの感想データを「今一番ハマっている趣味のパズルをしただけです」という口実で、里中、浅野と共に謝罪会見に間に合うよう徹夜で契約条件外の残業をして復元させる。東海林が謝罪会見を終えた頃には、徹夜による寝不足がたたり、疲労困憊で言葉が支離滅裂になったり、フラフラ歩いて壁に激突しそうになるなど不調をきたした。
AIがはじき出した東海林をはじめとするリストラ候補のリストラ回避のため、里中がS&F直営コンビニの開発プロジェクトに奮闘していることを理解しており、店舗開発の会議でアイディアを提案したり、失火騒動で朽ち果てたサンプル店舗を左官技能士の資格と、過去に派遣された左官職人の人脈を活かして徹夜で修復し、サンプル店舗の設営をコンビニ事業発表会に間に合わせることに成功している。
春子は働く女性をターゲットにしたS&Fのコンビニ事業の成功にはレジ横でアジフライを販売することが必要と判断するが、AIがアジフライを販売してコンビニ事業が成功する確率は0.001%とはじき出し、コンビニの発表会に来た男性株主や宮部社長と意見が対立する。だが、AIと囲碁対決に勝利すればアジフライを取り扱ってもいいと宮部から持ち掛けられ、囲碁対決をすることとなり、囲碁勝負は春子優勢で勝利するかと思われたが、退社時間の5時を回り春子が負けを宣言し、勝負はAIが勝利し、アジフライは販売できなくなることになる。しかし春子は最初から人間がムダの無いAIに勝てるとは考えておらず、会社の意向を無視して働く主婦向けのコンビニ内覧会でアジフライを販売するために、相模湾から漁に出てアジを捕まえ、S&Fの社員食堂でアジフライを調理する。内覧会が始まると東海林が届けた春子のアジフライは春子の販売促進の呼び込みもあり、主婦が次々に購入し、コンビニ内覧会は大成功する。しかし、春子は無断で社員食堂でアジフライを調理中に警備用ドローンを破壊したことで人生で初めて派遣契約を解除されており、内覧会には派遣社員の仕事ではなく、内覧会を成功させたいという個人的な気持ちから参加しており、「最高にムダな一日」を送っていたことを里中たちは内覧会終了後に東海林から告げられる。
人生で初めての派遣切りにあいショックを受け、へこたれているかと思われたが、1年後、長年の夢であった演歌歌手になり、演歌歌手・龍前寺アキ子として里中が開業した惣菜店「Aji」のオープンの日にハケンライフの近にゲストとして招聘され、「アジフライ慕情」を熱唱し、惣菜店の客集めに貢献する。
里中賢介（さとなか けんすけ）〈30〉→〈43〉
演 - 小泉孝太郎
「S&F」正社員
→ 営業部 マーケティング課・主任（年収：580万円）
→ 営業部 販売二課・主任（第1シリーズ最終話）
→ 営業事業部 営業企画課・課長（第2シリーズ第1話）（年収：970万円）
→ 惣菜店「Aji」社長（第2シリーズ最終話）
2007・第1シリーズ
営業部に新設されたマーケティング課主任の辞令を入社8年目にして受けるが、事実上の閑職であることを理解しつつ部署をまとめようと努力する。
派遣社員を軽視する他の正社員の姿勢に疑問を抱いており、春子ら派遣社員に正社員と同様にキチンと接して苗字で呼び、重要な仕事も差別せずに任せ、春子の誕生日をサプライズで祝ったことから「今までの派遣先で、こんなに温かい職場はなかった」「甘い所を除けば、あなたは本当に素晴らしい上司だ」と春子に言わしめるほどである。ただ、その正社員と派遣社員とを区別しない考えを頑なまでに曲げないところが、組織を統制するうえで正社員と派遣の役割を明確に分けている桐島の考えと相容れず、管理職としての評価は必ずしも高くない。
人に優しく女性社員からの人気が高く、そのために手柄を譲ったり、人に強く物を言うことができない面があったが、マグロ騒動で東海林が解雇になりそうになった時には、一度断られるも、声を荒らげながら春子に助けを求めたり、ハケンは使い捨ての踏み台であると東海林が暴言を吐いた時には、彼に殴りかかって乱闘になるなど信念を貫く際には熱くなることもある。逆に春子に強く言われると落ち込んですぐに悲しい目になってしまう。
同期入社の東海林とは互いに認め合う親友関係で、美雪が考えた「ハケン弁当」の企画が原因で桐島からさじを投げられ、S&Fの子会社へ異動させされる危機に陥った時には、東海林の助けによりそれを免れている。
春子と行動を共にするうち恋心を抱くが、彼女が東海林に惹かれていることに気付き、自分と向き合わない春子に東海林への思いを気付かせ身を引いている。
リユースする弁当箱の使用で容器代をコストカットし弁当の価格を目標の500円に抑えることに成功し、安さとおかずのヘルシーさがうけフランチャイズ展開されるまでに「ハケン弁当」が大ヒットしたことから「社長賞」を受賞するが、「ハケン弁当」は美雪や春子ら派遣社員の協力があったから実現できたとスピーチし自ら賞を辞退したものの、最終的にはその功績が認められ、「S&F運輸名古屋営業所」に転勤（実際は降格＋左遷）となった東海林の後任として販売二課の主任の辞令を受けている。
2020・第2シリーズ
営業企画課の課長に昇進しており、業績が右肩下がりで社員たちの覇気が下がり気味の「S&F」を憂い、会社に刺激を与えるため春子を再び「S&F」に呼びよせる。社員食堂のメニューを正社員も派遣社員も同額になるよう会社に何度も交渉するなど、正社員と派遣社員を区別・差別しない態度は相変わらずの様子。
AIがはじき出した人材スリム化リスト（正社員のリストラ候補）に東海林の名前が書かれていたことにショックを受け、社長の宮部にリストラを断行するのかを問いただすと、宮部もさすがにそれはまずいと考えており、里中がかつて提出したS&Fの直営コンビニストアの企画とAIのはじき出す顧客の分析データと組み合わせれば、勝算がある起死回生の一手が打てて、利益を出せればリストラを回避できると言われたことから、リストラ回避のために直営コンビニのプロジェクトを何としてでも成功させようと決意する。そんな里中の気持ちや自分がリストラ候補になっていることを知らない正社員たちは、AIに仕事を任せ、必死に働こうとせず、里中は焦りを感じるが、その様子を察した春子が働く子持ち女性が買い物しやすい店舗の開発を提案し、その提案をベースに亜紀や小夏などの意見も組み上げて、コンビニとスーパーの中間の存在の店舗を開発することを決定する。しかし、コンビニ開発の方向性が決まった矢先、東海林の不用意な行動からAIがはじき出したリストラ候補のリストと、直営コンビニが成功すれば里中を取締役に推薦するという小山田のメールが漏洩してしまい、最近の里中の頑張りは、自身の昇進のためであると営業事業部の正社員たちから誤解を受け、疑心暗鬼の目を向けられる。のちに里中からAIがはじき出したリストラ候補のリストラ回避のために頑張っていたことを直接打ち明けられた東海林が、営業事業部の正社員たちに真相を説明したことでわだかまりがとけ、東海林の号令の下、営業事業部総出で失火騒動で損失したサンプル店舗用の商品を補充してもらい、春子の左官職人の技術と人脈により、時間的に不可能と思われた直営コンビニの事業発表会にサンプル店舗の設営を間に合わせることに成功する。
春子の「状況を変えるには、あなた自身が変わることです」という言葉と、東海林の「勝ちに拘り自分勝手に生きろ」という言葉に触発され、奮起し、コンビニ事業の発表会の最後にS&Fの社員を引き連れてS&Fから独立しコンビニ事業の代表になることを宣言し、更には春子にプロポーズともとれるオファーを掛けて、コンビニ事業への協力を要請する。
しかし、S&Fのコンビニ事業を進めるにあたり、AIがはじき出す失敗を許さないムダのない業務指示に、ムダを通して成長する人間の良さがない虚しさを感じ取り、S&Fを退社して独立し、自身が理想とする派遣も正社員も「同一労働・同一賃金」の会社を起業し、飲食スペースのある惣菜店「Aji」を立ち上げている。
浅野務（あさの つとむ）〈23〉→〈35〉
演 - 勝地涼
「S&F」正社員
→ 営業部 マーケティング課（年収：475万円）
→ 営業部 販売二課（第1シリーズ最終話）
→ 営業事業部 営業企画課・主任（第2シリーズ第1話）（年収：600万円）
→ 営業事業部 営業企画課・課長（第2シリーズ最終話）
2007・第1シリーズ
「S&F」 営業部の入社1年目の新入社員。配属されたマーケティング課が閑職部署であることを雰囲気から察するが意に介さず、明るく職務に努めている。
派遣社員としてやってきた美雪に一目ぼれしており、彼女が度々起すミスを率先してフォローしている。
とても仲のよい姉がいて、昆虫マニアの一面を持つ。
マーケティング課に対し非常識な態度を振舞った後輩の那須田を一喝し、頭を下げさせ謝らせ社員としての成長の一端を見せる。後に里中と一緒に販売二課に異動となる。
2020・第2シリーズ
営業企画課の主任に昇進し、妻子持ちになっている。共働きで赤ちゃんがまだ生まれたばかりのため、赤ちゃんのお風呂当番の日は門限が19時で、嫁が怖いからと東海林のS&F本社復帰初日の酒席を直ぐに退席している。
老舗の人気そば店「京橋庵」とのコラボ商品の企画で、派遣社員の小夏の強いアピールに押し切られ、彼女の企画を数合わせという口実で秘密裏に社内採用するが、派遣社員の小夏が立案した企画ということがばれて宇野に没にされる。後日、先方の磯川専務が小夏の企画に興味を示したことから急遽、春子がピンチヒッターでプレゼンすることとなるが、春子が派遣社員として会社の責任に関わる部分を決して断言しなかったため浅野が補足してプレゼンをやり通し、最終的には小夏の企画が採用されている。
里中がS&Fを退社した1年後には彼の後任として営業企画課の課長に昇進しており、長い間温めていたソバーガーの企画を「京橋庵」に採用してもらっている。
東海林武（しょうじ たけし）〈32〉→〈45〉
演 - 大泉洋（第2シリーズは特別出演）
「S&F」正社員
→「S&F」 営業部 販売二課・主任（年収：625万円）
→ S&F運輸 名古屋営業所・所長（第1シリーズ最終話）
→「S&F」 旭川支社・支社長補佐（第2シリーズ第1話）（年収：940万円）
→「S&F」営業事業部 営業一課・課長（第2シリーズ第4話）  
2007・第1シリーズ
人事部やモスクワ支社などでの勤務を経て、花形部署の販売二課の主任の辞令を受ける。人当たりがよく仕事もでき、上司や部下からの信頼も厚いが、正社員がリストラされ社内に派遣社員が増えている現状を嘆き、派遣社員には偏見と差別意識を持ち、雑用や使い走りばかりさせ、それが原因で契約期間の途中で契約解除を申し出た派遣もいるほどであった。
当初は派遣社員への偏見が強いことから春子とは犬猿の仲で、やたらと「人として……」、「社会人として……」と春子の人格に文句をつけたり、わざと本名で呼ばず、着ている服から春子を「とっくり」と呼び、自身の仕事に同行させて正社員の自分のほうが有能で立場が上であることをアピールしようとするが、逆に春子のスキルの高さに敵わず、主導権を握られてしまい何度も返り討ちに遭遇している。しかし、マグロ騒動以降は、徐々に春子の実力を認め始め、恋心を抱くようになりプロポーズまでするものの、春子が「S&F」で派遣として働いている間はその思いが報われることはなかった。
自身の「天然パーマ」の話題に触れると激昂し、春子に「くるくるパーマ」「ビッグバン」「被り物」と揶揄され、「ストレートパーマ」にも失敗したため、「ストレート」という語句も彼にとって禁句となっている。
特技はホッチキス打ちとユーモア性の高い文章を書くこと。東海林が作ったS&F運輸名古屋営業所の求人票もユーモアが溢れており、春子を意識した文面であった。
上司である桐島には絶対服従であるが、本人の聞こえない所（あるいは聞こえないと思っている所）では彼の噂話や文句を言っている。
「ハケン弁当」の社内プレゼンで桐島の指示に背いたことから辞表を提出し1度会社を去るが、春子と里中に説得されて復帰。しかし問題沙汰を起こしたことが原因で本社勤務に戻ることが出来なくなり、「S&F」の子会社「S&F運輸 名古屋営業所」所長に降格のうえ左遷された（籍は親会社「S&F」のまま）。そこではひとり正社員のため「ネクタイ」と周囲に揶揄され、疎外された上に「こいつの下では働けない」と部下にサボタージュまでされる惨憺たる有様であったが、本社からの異動から約10ヶ月後、契約社員として面談に来た春子と再会している。
2020・第2シリーズ
第1シリーズ最終話でS&F運輸名古屋営業所へ春子が応援に来たことで本社から認められる成果をあげ、子会社から「S&F」に復帰し、S&F旭川支社の支社長補佐に就任している。名古屋で勤務していた際、スナックのママと交際ゼロ日で一度結婚するも、直ぐに離婚している。過去に人事部に在籍していた経歴から新入社員研修の講師を頼まれ上京し、本社の里中を訪ねた際に春子と久しぶりの再会を果たすが、完全に無視されてしまう。S&F本社への栄転を虎視眈々と狙っていたところ、S&Fの最重要取引先である「テイスト・オブ・ライフ」との間に「黒豆ビスコッティ」の商談を成立させ、営業事業部 営業一課・課長としてS&F本社に念願かなって返り咲く。しかし、旭川支社の部下に任せていた「黒豆ビスコッティ」の成分データに改ざんがあったため、宣伝していたダイエット効果が実際はなく、謝罪会見を開くこととなり、窮地に追い込まれる。会社側は都合の悪い質問には「調査中」で切り抜けようとしたが、東海林はどんな処分も受ける覚悟で正直にデータに嘘があることを謝罪したうえ、「黒豆ビスコッティ」自体はよい商品であることを釈明し、春子が段取りした旭川からの試食モニターの女性たちのリモート会見でも同じく商品自体はよいものであるというコメントを流したため、記者たちから炎上商法と非難されるものの、世間から注目を浴びたことでS&Fに「黒豆ビスコッティ」の注文が殺到し、社長の宮部から「結果オーライ」ということで処分を不問とされる。
東海林が宮部社長によりS&F本社に呼び戻された本当の理由は、13年間本社を離れており、関連業者とのしがらみがないために、AIが判断した採算性の悪い下請け業者をコストカットのために契約を切る役目を負わされたためであったが、13年の間に春子との出会いもありアンチ派遣の考えが変わり、派遣社員も同じ釜の飯を食べる仲間という意識が芽生えており、派遣社員が切られるくらいなら、下請け業者を切るほうがましだと、隅田フーズとの契約終了を実行する。
仲のよさから里中が不在の時に勝手に彼のパソコンを操作したことで、自分や営業企画部の正社員たち数名がAIによってリストラ候補にピックアップされているデータや直営コンビニを成功させれば里中を取締役に推薦するという小山田のメールを目撃してしまい愕然とするが、後に里中本人からリストラを回避しようと直営コンビニのプロジェクトが失敗すれば自身も会社を去る覚悟で奮闘していると説明を受け、俺たちのことなど考えず、もっと自分の成功だけを考えろと促し、里中に対するわだかまりが消える。里中の覚悟を知ってからは、直営コンビニのサンプル店舗で発生した失火騒動で会社に戻ってきた応援に駆り出されていたリストラ候補の正社員たちが「自分の出世だけ考えていた里中の仕事が失敗しそうになっていい気味だ」と悪態をついたことから、里中はみんなのリストラ回避のために頑張っていたことを明かして涙目で注意し、里中のために社員総出で火災騒ぎで商品が損失したサンプル店舗に商品を補充するように号令を出す。
里中がS&Fからの独立を決意し一緒に起業しようと誘われるが、S&Fに留まっており、里中がS&Fを去って1年後には、旭川支社にいた頃から進めてきた「黒豆ビスコッティ」の販売店が全国に十店舗開業するなど、順調に事業を成長させている。
S&F本社に復帰後は、早速、春子とのバトルが勃発し、「天然パーマ」のことを春子に「枯れたマリモ」と挑発され、その後も「腐れマリモ」、「綿」などと弄られていた。
近耕作（こん こうさく）〈30〉→〈42〉
演 - 上地雄輔（第1シリーズ 第2話 - ）
ハケンライフ 派遣社員 → 某社 契約社員 → ハケンライフ 正社員
→ 「S&F」営業部 マーケティング課（年収：420万円）
→ 某社（第1シリーズ最終話）
→ ハケンライフ・マネージャー（第2シリーズ第1話）
2007・第1シリーズ
春子の進言により桐島が新たにマーケティング課に呼んだパソコンができる派遣社員。パソコンスキルAランクで特にパワーポイントが得意。妻子持ち。アンチ派遣主義である東海林のことを嫌っているが、後に一度は取り上げた「ハケン弁当」の企画をマーケティング部に譲ったことに「いいところもあるんだ」と彼のことを見直している。
S&Fとの契約満了後は、近自身が理想としていた「同一労働・同一賃金」の制度導入で正社員と派遣の格差がない会社への契約が決まり働き始める。
2020・第2シリーズ
かつて自身が派遣社員として人材登録していた「ハケンライフ」から誘いを受けて正社員となり、一ツ木の後任として「S&F」の担当マネージャーに就任している。里中の要請でオフの間は海外に渡航して3か月連絡が取れなくなる春子を探し出し、S&Fへ春子を派遣している。
手取りの給料が余りにも少なかった小夏から同一労働・同一賃金ではないのかと質問を受けると、派遣先の賃金に合わせるのは「S&F」への負担が大きいため現在交渉中で、仕事の種類や経験から査定される平均的な賃金以上を支払う方法を採用していると、派遣会社の実情を説明している。
「黒豆ビスコッティ」のデータ改ざん騒動の際は宇野が余りにも露骨で酷い虚偽報告で派遣に責任を擦り付けようとしたので、強く抗議して謝罪させている。
春子が人生初の派遣切りにあい、今回は3か月以上日本には戻ってこないことを感じており、春子との別れの寂しさから春子がフラメンコを踊る酒場で彼女がキープしていた酒を煽っていた。里中がS&Fから独立してから1年後に起業した惣菜店「Aji」のオープン日に、演歌歌手・龍前寺アキ子に転身した春子を客寄せのためのゲストとして招聘している。
一ツ木慎也（ひとつぎ しんや）〈30〉
演 - 安田顕
ハケンライフ 正社員
→ ハケンライフ マネージャー（年収：402万円）
→ ハケンライフ 部長
2007・第1シリーズ
顧客である派遣先の社員だけでなく、自社に登録している派遣社員に対しても物腰が低く、新米の美雪やヒューマンスキル・ゼロの春子が契約任期を満了できるよう、派遣先と密にコミュニケーションをとるなどフォローを惜しまず奔走している。美雪が桐島により派遣契約を中途解除されそうになった時は派遣先のS&Fの理不尽さに失望し、親身になって美雪のフォローを約束している。「S&F」のマーケティング課で美雪が発案した「ハケン弁当」の1000人アンケートに「ハケンライフ」に登録している派遣社員の研修会の場を利用して協力したり、「ハケン弁当」の販売会の宣伝も行うなどマーケティング課の業務の手助けもしている。
派遣社員のプロフィールが記載された登録者名簿を鞄に入れ持ち歩いており、東海林から春子の携帯電話の番号を教えて欲しいと頼まれた際は「個人情報の保護」を理由に断っているが、美雪には春子の携帯電話の電話番号を教えている。
2020・第2シリーズ
現在は部長に昇進しており、ハケンライフの正社員となった近が彼の後任としてS&Fを担当することとなった。

#### 2007・第1シリーズのみ
森美雪（もり みゆき）〈23〉
演 - 加藤あい
アルバイト → ハケンライフ 派遣社員
→  アルバイト（年収：81万円）
→ 「S&F」営業部 マーケティング課（時給1,200円、月給10万3千2百円）
新米の派遣社員。1983年6月21日生まれ。23社の新卒入社試験に全て失敗した後、アルバイト生活を経て、ハケンライフに人材登録する。当初、職歴がない上に、Word、Excelなどのパソコンスキルもなかったため派遣先がなかなか見つからなかったが、「S&F」営業部マーケティング課で春子と同じ契約期間で一緒に派遣される。
不器用で思い込みの激しい性格からか、空回りが多く失敗が絶えないが、春子に出会ったことで彼女のような派遣社員になることを目指す。ビジネススキルは低いが、絵画だけは春子とは対照的に得意である。
社内コンペに提出した「ハケン弁当」の企画が一次選考を通過したが、里中が発案者である美雪の名前で企画を提出したために企画が落選した正社員たちから反感を買い、派遣と正社員の役割を明確に区別する桐島の逆鱗にも触れ、彼の意向で派遣契約を中途解除されそうになるが春子の影の尽力で撤回されている。
地震のときに守ってもらったことがきっかけで、里中に恋をする。
本来は3月で契約終了だったが、里中の尽力で3か月の契約更新が決まるも、いずれは自分が会社を去らなければならない派遣の世界に限界を感じたため、契約更新を断る。その後、しばらくのアルバイト生活を挟み「S&F」の紹介予定派遣の試験に合格し、正社員を目指して「S&F」で働くことになった。
小笠原繁（おがさわら しげる）〈62〉
演 - 小松政夫
「S&F」嘱託社員
→ 営業部 マーケティング課（年収：480万円）
かつてはバリバリの営業マンだったが、パソコンの導入による業務の電子化に付いて行けず、現在は自身宛の電子メールすら満足に確認できず、情報収集にデパートに行っても迷子になるなど、ほとんど仕事らしい仕事をしていない。それでも会社を愛する心は誰よりも強く、嘱託とはいえ定年後も会社に残っていられたのは同期の桐島の温情によるところが大きかったが、年齢を理由についに人事部が嘱託契約打ち切りを決定してしまう。しかし、春子のやや強引とも言える手引きで国税局の査察の際、粉飾決算でないことを証明する8年前の手書き伝票を見つけだし、その功績により何とか契約延長につながっている。一度は契約打ち切りを通告されショックを受けたこともあり「老兵は去るべき」と次の更新をしないつもりでいたが、「カッコよく会社を去るのは、ハケンの専売特許。社員なら社員らしく会社にしがみついて下さい。」と独特の表現で春子に促されたことで会社に残ることを決める。この一連の出来事で、それまで必ずしも快く感じていなかった春子に対する見方を変えている。後に里中、浅野が営業部販売二課に異動となったため、小笠原が唯一マーケティング課新設時からの社員となり、美雪が紹介予定派遣で戻ってきたときにはパソコンをある程度操作し、それなりに仕事も出来るようになっている。陽気で温厚な性格だが人の好き嫌いははっきりしており、嫌いな人間に対しては厳しい。春子同様「ようじ屋」の常連で、玄米よりも白いご飯を好む。
黒岩匡子（くろいわ きょうこ）〈30〉
演 - 板谷由夏
「S&F」正社員
→ 営業部 販売二課（年収：520万円）
→ 営業部 マーケティング課・主任（第1シリーズ最終話）
東海林や里中とは同期入社で、仕事のできるキャリアウーマン。東海林と同じく派遣差別者であり、スキルの低い美雪に仕事をふって仕上がりの遅さや出来の悪さにクレームをつけるなど強気な態度で接しているが、陰では女性ながらに強がって肩肘を張り正社員として仕事をすることに疲弊しており、同じ様に仕事で疲弊している同性の美雪に同情し、二人きりの時には彼女を励ます言葉をかけることがあるものの、周囲にその様なそぶりは見せないようにしている。当初は春子を派遣であることから敵視していたが、最終的には仕事に対して妥協を許さない点が似ていたことから春子と意気投合している。そのためか普段は笑わない春子が彼女に対しては笑顔を見せる一幕もあった。
同期の東海林に対し恋心を抱いていると感じさせる場面が間々あるが、当の東海林は気付いていない。
里中が販売二課に異動となったため、営業部マーケティング課主任に昇進。コネ入社の新入社員・那須田が悩みの種になっている。
桐島敏郎（きりしま としろう）〈59〉
演 - 松方弘樹
「S&F」正社員
営業部 部長（年収：1600万円）
東海林や里中が入社した時に「会社は家族」との趣旨の発言をしたり、同期の小笠原のことを何かと気にかけるなど周囲に気配りを持って接することから、社員たちから慕われている。妻は元派遣社員。かつて総務部に派遣された春子の仕事ぶりを目の当たりにし、彼女をマーケティング課に呼び寄せた張本人。正社員の代わりに派遣社員を登用するのは、人件費削減のため企業として当然と考えており、春子に絶大な信頼を寄せるなど派遣社員の能力を認めるだけの度量を持ち合わせている。重要なプロジェクトには必ず春子をサポートに付け、言葉の端々にも部下の正社員たちより信頼していることが窺え、美雪の面談でも、「大前さんが契約してくれるなら」と春子のスキルの高さから美雪がスキル不足でも十分カバーされると見越して受け入れを承認している。しかし、会社組織を維持するために派遣と正社員の役割を明確に区別する確固たる信念も併せ持っており、社員と派遣の区別を付けられない里中に対して、「あいつは会社が分かっていない」と一度は切り捨てる冷徹な面を見せた。また「ハケン弁当」の一件で騒動を起こした東海林に対しても「飼い犬に手を噛まれた」と表現するなど、年相応に保守的な面も覗かせる。趣味は剣道で、休日は道場で子供たちを指導している。百人一首も得意である。
天谷眉子（あまや まゆこ）〈58〉
演 - 白川由美
タブラオ「カンタンテ」のママ。亡くなった春子の母親の親友。
春子の母親代わりを自称しており、春子が心を許す数少ない存在。悩む美雪の姿を若かりし頃の春子に似ていると言い、見守るような表情で接している。「S&F」会長の宮部とは旧知の仲で、「カンタンテ」の常連客である桐島とも顔なじみ。東海林のことを「くるくるパーマの彼」とお気に入りの様子。
天谷リュート（あまや リュート）〈20〉
演 - 城田優
フラメンコギタリスト兼ダンサー。眉子の一人息子。
父親はスペイン人でラテン気質。春子の数少なき理解者のひとり。

#### 2020・第2シリーズのみ
福岡亜紀（ふくおか あき）〈29〉
演 - 吉谷彩子
ハケンライフ 派遣社員 → 惣菜店「Aji」正社員
→ 「S&F」 営業事業部 営業企画課（第2シリーズ第1話）（年収：277万円）
→ 惣菜店「Aji」 店舗スタッフ（第2シリーズ最終話）
中堅派遣社員。過去の辛い体験がトラウマとなり、派遣契約が切られることを恐れ正社員の顔色を伺う毎日で、人事部主任の墨田からセクハラ被害を受けても周囲にそのことを打ち明けられないでいた。しかし、偶然セクハラ行為の一部始終をみていた小夏が人事部に通報、相談した為、身内の不祥事を隠蔽しようとする人事部に会社の研修施設に監禁され、墨田の虚偽の報告で逆に亜紀が墨田を派遣契約延長のために誘惑していたのではないのかと嫌疑をかけられるパワハラを受ける。人事部に丸め込まれ派遣契約を解除されそうになるが、春子の活躍で墨田の発言が虚偽で、人事部が不祥事をもみ消そうとしていた状況が明らかとなり、セクハラ被害から解放される。
中堅派遣社員として、今後の身の振り方をどうすべきか悩んでいたが、最終的には雇用が不安な派遣社員から正社員になることを目標に定め、里中がS&Fから独立して1年後に立ち上げた惣菜店「Aji」で正社員に採用されている。

千葉小夏（ちば こなつ）〈22〉
演 - 山本舞香
ハケンライフ 派遣社員 →  惣菜店「Aji」正社員
→ 「S&F」 営業事業部 営業企画課（第2シリーズ第1話）（年収：258万円）（時給1,400円、月給21万5千円）
→ 惣菜店「Aji」 店舗スタッフ（第2シリーズ最終話）
新卒の派遣社員。大手企業20社の新卒採用に全て失敗した後ハケンライフに人材登録し、不採用となったうちの1社であったS&Fに派遣される。気が強い性格で、携帯電話を切り忘れる癖がある。
派遣社員の先輩である亜紀が人事部主任の墨田からセクハラを受けている場面を目撃し人事部に通報、相談するが、身内の不祥事を隠蔽しようとする人事部に会社の研修施設に監禁されてしまう。しかし、里中に助けを求めた携帯電話を切り忘れていたことで春子たちに状況が伝わり、春子の監禁現場への突入で救出される。老舗の人気そば店「京橋庵」とのコラボ商品の企画を、亜紀から「それは派遣の仕事ではないから」とやんわり忠告されたものの、張り切って企画を立案し、浅野に猛プッシュして数合わせという口実で社内採用してもらう。だが、部長の宇野に商品企画は派遣社員の仕事ではないと企画を没にされてしまい、「派遣社員は仕事にやりがいを持ってはいけないのか」とショックを受ける。しかし先方が小夏の企画を気に入り、春子と浅野の尽力もあり最終的にその企画がコラボ商品として採用されている。
様々な資格を取得し仕事をこなす春子に憧れ、自身も派遣社員として生き残るため資格取得に励んでいたが、憧れの春子ですらS&Fから派遣契約を打ち切られたことに考えが変わり、里中がS&Fから独立して1年後に立ち上げた惣菜店「Aji」で正社員に採用されている。
井手裕太郎（いで ゆうたろう）〈23〉
演 - 杉野遥亮
「S&F」正社員 →  派遣社員
→ 営業事業部 営業企画課（第2シリーズ第1話）（年収：340万円）
→ 惣菜店「Aji」 店舗スタッフ（第2シリーズ最終話）
新人社員。母親の強力なコネでS&Fに入社している。社長の宮部や部長の宇野が発言中でも話に耳を傾けず食事を続けたり、正社員になれなかった小夏を目の前にして、コネで入社しただけなので仕事に対してやる気がないなどと平然と発言するなど、周りの空気を読まない（読めない)行動が目立ち、家庭ごみを会社に何度も持ち込み廃棄するなど、社会人としてのモラルに欠ける非常識な行動も目立つ。また、不用意な行動から度々騒動を引き起こすトラブルメーカーの一面も持つ。
会社に縛られたくないので退職したいと愚痴をこぼすなど、会社組織に馴染む気持ちがなかったが、自身が任されていた配布禁止の食品サンプルの回収作業を怠ったため、何も知らない派遣社員の亜紀と小夏が宇野から叱責される原因を作った際は、自分のせいだと二人を擁護して宇野に謝罪し、少しではあるが社会人としての自覚を見せ始める。
小夏とはS&Fの新卒採用試験の際、同じグループで面接を受けており面識があり、亜紀に対しては恋心を抱いているようで、彼女に対してだけは節々で普段とは異なり気遣いのある接し方をしている。
会社に縛られない生き方をする春子にあこがれていたことから、自身もS&Fを退社し派遣社員となり、里中がS&Fから独立して1年後に立ち上げた惣菜店「Aji」に派遣されている。
三田貴士（みた たかし）〈22〉
演 - 中村海人(Travis Japan/ジャニーズJr.)
「S&F」正社員
→ 営業事業部 営業企画課（第2シリーズ第1話）（年収：340万円）
新人社員。起業家セミナーに通うなど意識高い系。趣味はSNSと株式投資。
宇野一平（うの いっぺい）〈44〉
演 - 塚地武雅
「S&F」正社員
→ 営業事業部 ・部長（第2シリーズ第1話）（年収：1110万円）
里中や浅野の直属の上司。とにかく調子が良い男で、上には優しいが下には厳しい。懐疑的なところがあり、かつて春子がS&Fで残した伝説的な働きぶりを疑っている。学生時代は応援団に所属しており、応援で培われた大声が自慢。
派遣社員と正社員の役割を明確に意識しており、派遣社員が派遣先を「弊社」と称したり、会社の責任を受け持つ発言をすることを否定する考えを持つことから、小夏が商品企画をしたものの、派遣の仕事の領分ではないと企画を没にしたり、商品管理で落ち度があったことや「黒豆ビスコッティ」の成分データ改ざん騒動では責任を派遣に擦り付けようとするなど、派遣に対して不条理で厳しい言動が目立つ。データ改ざん騒動の際は余りにも露骨で酷い虚偽報告で派遣に責任を擦り付けようとしたので、ハケンライフの近から強めの抗議を受け、謝罪している。
飲みニケーションと称して連日、断れない新人の井手と三田を飲み連れて自身の営業武勇伝を語るため、うんざりされているが本人は気づいていない。
自分は関係ないと思っていたAIがはじき出したリストラ候補に自分が含まれていたことを後になって教えられ、ショックを受けていた。
里中が退社した1年後もリストラされることなく、S&Fにとどまり営業事業部・部長として勤務している。
宮部蓮三（みやべ れんぞう）〈72〉
演 - 伊東四朗
「S&F」社長（第2シリーズ第1話）
→ 退職（第2シリーズ最終話）
10年前に一度社長を退任しており、今回再び社長の座に返り咲いている。若い頃はモーレツ社員として働いており、S&F創業者・宮部会長の娘婿（婿養子）となったことも影響してS&Fで出世街道を突き進んだ。一見人当たりが良いが、それは正社員に対してだけであり、実はハケン差別主義者の「社員ファースト」派で春子のことを評価していない。派遣に仕事を任せすぎるあまり、正社員の能力が落ちていると考えており、S&Fに春子の様な能力の高い派遣社員は不要であるとすら考えている。社長に復帰する前に清掃員に変装して密かに社内の様子を調査していた。派遣社員の亜紀が人事部の墨田からセクハラ被害を受けていた案件の匿名調査を人事部が隠蔽しようとしていた件を里中から報告書で報告されるが、不問にしている。社員食堂を一般の人にも開放することを契機に、メニューの価格改定をおこない、正社員は福利厚生で価格据え置きだが、派遣は一般の人と同じ部外者ということで価格アップを断行する。カレー通でカレーの味にうるさく、牟田が抜けた後に味が変わってしまった社員食堂のカレーを一口食べただけで不味いと激怒する。
東海林を旭川支社からS&F本社に呼び戻しているが、その理由は東海林は13年間本社を離れており、関連業者とのしがらみがないために、AIが判断した採算性の悪い下請け業者をコストカットのため彼に契約を切る役目を負わすためであった。
AIがはじき出した人材スリム化リスト（リストラ候補）を流石にまずいと考え、一晩熟考して里中がかつて提出したS&Fの直営コンビニ運営の企画をAIのはじき出す顧客の分析データと組み合わせれば勝算がある起死回生の一手が打て、利益が出ればリストラを回避できると考え、里中に直営コンビニ店のプロジェクトの成功を厳命する。
春子の活躍で働く女性向けのコンビニ内覧会が成功したことから、里中や東海林たちから春子の契約解除の取り消しを懇願されるが、「いくらでも取り換えが利く派遣じゃないか!」と彼らの願いを一蹴するなど、最後まで派遣社員に対する冷酷な一面を見せた。
自ら推進したAIによる人材スリム化リストであったが、S&Fへの貢献度の高い里中が退社すると、AIは里中が退社する遠因を作り出した宮部をリストラ候補としてはじき出し、自分だけ例外にすることもできず宮部はAIの指示に従い、潔くS&Fの社長を退任する。

### その他の人物
次郎
演 - 平野靖幸（第1シリーズ 第1話・第2話・第4話・第5話・第7話・第9話、第2シリーズ 第1話・第3話・第5話・第6話）
2007・第1シリーズ
春子たちの通う定食屋「ようじ屋」の店主。税込みワンコイン（500円）でサバの味噌煮定食を提供している。マーケティング課が社内コンペに提出するハケン弁当の企画の取材に協力する。マーケティング課の近とは、保育園のパパ友達である。
2020・第2シリーズ
定食屋「ようじ屋」を切り盛りし、税別ワンコイン（500円＋税）に価格を改定しているが、定食だけでなく税別ワンコイン弁当の販売も始めており、お昼時には行列ができるほど繁盛している。

#### 2007・第1シリーズのその他の人物
まち子
演 - まちゃまちゃ（第7話）
次郎の嫁。
島田香〈24〉
演 - 入山法子
スタッフリソース 派遣社員
→ 「S&F」営業部 販売二課（年収：269万円）
→ 「S&F」営業部 マーケティング課（第1シリーズ最終話）
美雪が派遣される以前から販売二課で勤務していた派遣社員。瞳と共に与えられた仕事はソツなくこなすが、必要以上に会社に尽くすことはない。
ムコ探しと称し「S&F」の男性社員たちと積極的に合コンを開くが、本命は里中で、部署が同じで彼と仲良く接する美雪に嫉妬することもあった。契約満了で会社を去った春子と美雪の代わりに2007年4月からはマーケティング課での業務で契約更新することになった。
竹井瞳〈23〉
演 - 清水由紀
派遣社員
→ 「S&F」営業部 販売二課（年収：253万円）
→ 「S&F」営業部 マーケティング課（第1シリーズ最終話）
美雪が派遣される以前から販売二課で勤務していた派遣社員。同じ部署の香と一緒にいることが多い。
初めて「S&F」に派遣された美雪に東海林はアンチ派遣なので注意するように助言していたが、美雪が正社員に媚びて取り入るような態度をとった際には香とともに彼女にプライドがないのかと非難している。香と同じく2007年4月からは美雪と春子が抜けたマーケティング課での業務で契約更新することになった。

#### 2020・第2シリーズのその他の人物
S&F営業事業部  
近藤龍弘
演 - ラブ守永
「S&F」営業事業部・副部長。営業1課・課長の前任で、東海林が彼の役職に栄転した際の人事異動で、現職に昇進している。
S&F営業事業部 営業1課 
永倉徹
演 - 朝妻徹
「S&F」営業事業部 営業1課の正社員。男性社員同士の飲み会で、同僚たちに老後の資金のために投資やネットビジネスの副業を勧める
藤堂啓郎
演 - 富樫啓郎（キサラギ）
斎藤亮
演 - 馬上亮
芹沢星也
演 - せーや（第2PK）
「S&F」営業事業部 営業1課の正社員（年収：980万円）。AIにリストラ候補としてピックアップされたことを知り、S&F直営コンビニのサンプル店舗の設営に他のリストラ候補たちと駆り出されるが就労意欲を失っており、営業企画課の角田とともに、作業指示を出す里中に反発している。
山南壌志
演 - 橋田壌志（はしこばし）
「S&F」営業事業部 営業1課の正社員（年収：980万円）。AIにリストラ候補としてピックアップされたことを知り、S&F直営コンビニのサンプル店舗の設営に他のリストラ候補たちと駆り出されるが就労意欲を失っており、営業企画課の角田とともに、作業指示を出す里中に反発している。
沖田杏奈
演 - ついひじ杏奈
「S&F」営業事業部 営業1課の派遣社員。総務局へ｢社内のスリム化運動｣と称するオフィス内の無駄の洗い出しのため、AIへの入力作業に駆り出された。
S&F営業事業部 営業2課 
権藤貴博
演 - 外川貴博
「S&F」営業事業部 営業2課の課長。
古葉太郎
演 - シロたろし
「S&F」営業事業部 営業2課の正社員（年収：970万円）。AIにリストラ候補としてピックアップされたことを知り、S&F直営コンビニのサンプル店舗の設営に他のリストラ候補たちと駆り出されるが就労意欲を失っており、営業企画課の角田とともに、作業指示を出す里中に反発している。
柳木明弘
演 - 早出明弘
達川涼太
演 - 井本涼太
緒方絋之
演 - ひろ（マンマーレ）
古田優人
演 - 信太優人（ノブナガ）
広岡敦美
演 - 山本敦美
「S&F」営業事業部 営業2課の正社員。
真中ようこ
演 - 橋爪ヨウコ（こじらせハスキー）
「S&F」営業事業部 営業2課の派遣社員。総務局へ｢社内のスリム化運動｣と称するオフィス内の無駄の洗い出しのため、AIへの入力作業に駆り出された。
栗山智子
演 - きったん（根菜キャバレー）
「S&F」営業事業部 営業2課の派遣社員。総務局へ｢社内のスリム化運動｣と称するオフィス内の無駄の洗い出しのため、AIへの入力作業に駆り出された。
S&F営業事業部 営業企画課 
角田陽大
演 - 古野陽大
「S&F」営業事業部 営業企画課の正社員（年収：590万円）。AIにリストラ候補としてピックアップされたことを知り、S&F直営コンビニのサンプル店舗の設営に他のリストラ候補たちと駆り出されるが就労意欲を無くしており、作業指示を出す里中に反発する。
長嶋雅史
演 - 松口（マンマーレ）
「S&F」営業事業部 営業企画課の正社員（年収：590万円）。AIにリストラ候補としてピックアップされたことを知り就労意欲を失っており、角田と同じくS&F直営コンビニのサンプル店舗設営で作業指示を出す里中に反発している。

### ゲスト（2007・第1シリーズ）
第1話
伊藤
演 - すほうれいこ
ハケンライフの派遣社員。「S&F」で働いていたが、同社の派遣社員に対する扱いが酷かったため、残り2か月間の任期を全うすることなく一ツ木に電話で辞めたいと申し出る。彼女の代わりに美雪が「S&F」に派遣社されることとなる。
第2話
緑川
演 - 渡辺いっけい（第3話）
ロビンソン百貨店店長。かつて派遣社員として共に働いていた春子のアドバイスによりデパ地下の売上が30%も向上し、自身も売り場主任から店長へと昇進した為、今も春子に絶対的な信頼を寄せている。その信頼ぶりは春子のことをジャンヌ・ダルクと称えるほど。マグロの解体ショーでも当初は春子が関与していると思い込んでおり、関与していないと判った途端、東海林に「大丈夫?」と詰め寄る場面もあった。
第3話
本部長
演 - 須永慶
デパート「ロビンソン百貨店」本社の本部長。マグロ解体ショーを視察に訪れた。
ツネさん
演 - 小野武彦（最終話）
「マグロ解体の神様」と呼ばれる有名なマグロ解体師で、東海林の懇願で「S&F」が企画したマグロ解体ショーを忙しいスケジュールの合間を縫って引き受ける。しかし、ショー前日に東海林の不用意な発言が元で魚市場の場内で事故に遭い負傷し、解体ショーへの出演が不可能になる。その後予定していた仕事にまで穴を空けたことで引退を考えたが、過去に魚市場で彼の下で1年間仕事をして気心の知れた春子と話すことで、マグロ解体師の現役続行を決意する。
春子が派遣社員になる前の過去を知る人物で、彼女が雇い主から突然解雇されたことを里中たちに明かしている。
第4話
今林里美
演 - 氏家恵
「S&F」営業部の正社員・高橋と結婚した派遣社員。
里美の母
演 - 和泉今日子
美雪の母
演 - 大島蓉子
上京した美雪のことを心配して、在住する群馬県から電話をかける。
第6話
村瀬早苗
演 - 工藤里紗
ハケンライフの派遣社員。「S&F」が主催するバレンタインデーのイベントのため、春子の進言で急遽登用されたメンバーのひとり。里中に一目惚れしてイベント会場で告白するが断られてしまい、その傷心で担当することになっていたウグイス嬢の仕事を放棄してしまう。
中村よしみ
演 - 竹内晶子
ハケンライフの派遣社員。「S&F」が主催するバレンタインデーのイベントのため、春子の進言で急遽登用されたメンバーのひとり。春子と以前一緒に仕事をしたことがあるらしく「かなり人使いが荒い」と文句が多かったが、東海林と口論となった春子が派遣社員の立場を代弁して反論していた会話を聞き、自虐的に考えていた派遣の仕事をもう一度まじめにやり直そうと考えを改めている。
橋立くに子
演 - もたいまさこ
チョコレート店「シルスマリオ」の社長。初日のイベントが成功し、東海林の懇願でチョコレートの追加生産を渋々了承する。しかし、翌日に東海林と春子の不注意が原因でチョコレートが大量に売れ残ったことに激怒し、「S&F」との新製品の商談を白紙に戻すと息巻くが、春子が娘の危機を救ったことから再び契約を交わしている。
橋立あゆみ
演 - 遠山景織子
くに子の娘。出産のため実家へ里帰りしており、身重の体でありながら母の店を手伝っていた。東海林と春子が謝罪へ行った晩に破水するが、春子が助産師として手助けし、無事女の子を出産する。
第7話
宮部
演 - 大滝秀治（最終話）
S&F会長。S&Fの創業者。天谷眉子とは旧知の間柄で、眉子からハケン弁当の話を聞く。「社長賞」授賞式の日には、スピーチを終えた里中にハケン弁当を食べながら、そのことについて色々と問う。尋ねられた里中は黒岩から教えられるまでこの老人が会長だと知らなかった。
第8話
麗子
演 - 松田一沙
太陽銀行頭取の令嬢。ゴルフコンペで初めて会ったときに話をした東海林のギャグを気に入り、見合いをしたいと父親代わりの桐島へ電話で持ちかけた。
第9話
那須田透
演 - 斉藤祥太（最終話）
「S&F」にコネで来期入社する予定の浅野の後輩。大学の卒業も危うい上に社会モラルが身についておらず、仕事先に飼い犬を連れてきたり、先輩である浅野に馴れ馴れしい言葉遣いで話すなど非常識な振る舞いが目立つ。入社後マーケティング課に配属されるが、その余りの非常識さは全く直っておらず、主任である黒岩の悩みの種となっている。
加藤のぞみ
演 - 石田ひかり
春子が東京中央信託銀行の正社員時代に同期入行した元同僚。春子と同じく他行との合併の際に信託銀行からリストラされている。その後は結婚し子宝に恵まれ、子育てが一段落したことをきっかけに3月から派遣として働くことになり、S&Fを訪れた際に春子と10年来の再会を果たすが、素っ気ない春子の変貌ぶりに驚く。
最終話
土屋
演 - 金子賢
S&F運輸 名古屋営業所で働くトラック運転手。他のトラック運転手たちのリーダー的存在で所長としてやってきた東海林のことを最も嫌っており、「こいつの下では働けない」と福岡に出発する運送の仕事を直前にボイコットする。

### ゲスト（2020・第2シリーズ）
第1話
墨田篤
演 - 松尾諭
S&F人事部主任。契約更新をちらつかせ派遣社員の亜紀を飲食に誘いセクハラ行為を行う。セクハラの現場を目撃した小夏に人事部に通報、相談されると、亜紀のほうが契約更新を頼むために色仕掛けで誘惑してきたと人事部に虚偽の報告をしたうえ、ショックで寝込んでいると嘘をついていたが、春子が突入した人事部が小夏や亜紀を尋問していた会議室の隣室に隠れていたところを発見され、人事部が全員グルになって亜紀のセクハラ案件を隠蔽しようとしていたことが判明する。
白木博光
演 - 飯田基祐
S&F人事部・部長。人事部の墨田が亜紀にセクハラをしているという匿名の通報で、本来は当事者に不利益にならない調査をしなければならないところ、通報した小夏やセクハラ被害者である亜紀を会社の研修施設に直接呼出し、墨田の虚偽の報告に基づく不当な尋問で彼女たちを追いこみ、身内の恥を握りつぶそうとした。
田中元子
演 - 横内亜弓
S&F人事部の女性社員。部長の白木と共謀して墨田が亜紀にセクハラをしているという小夏の通報や亜紀のセクハラ被害案件を同性ながら握りつぶそうとした。
第2話
磯川専務
演 - 小堺一機
老舗の人気そば店「京橋庵」の専務。S&Fとのコラボ商品で、部長の宇野が派遣社員の企画ということで没にした小夏の企画（つゆのフレーバーが選べるそば）を気に入り、プレゼンすることを希望する。専務でありながら市場リサーチのため店舗で給仕の仕事をすることがあり、専務と知らない宇野が試食に店に行った際、彼に対して横柄な態度を取っている。過去に春子が京橋庵に派遣された時、春子の活躍に負けないよう対抗意識をもって仕事に精進し店を支えてきた自負があり、春子もそのことで以前より店がよくなっていると称賛している。
京橋会長
演 - 若林豪
老舗の人気そば店「京橋庵」の会長。過去に春子が京橋庵に派遣された時、大雪の大みそかに見事な出前裁きを披露したことから彼女の実力を認めている。春子のことを親しみを込めて「春坊」と呼んでいる。
第3話
牟田吉男
演 - 六角精児
S&F本社の社員食堂のアルバイトのコック。コストカットのために解雇されてしまう。井手が勝手にネットに投稿した社員食堂で撮影した動画の背景にアイスクリーム用の冷凍庫に牟田が頭から体を乗り入れている様子が映りこんでおり、それに気づいた視聴者からバイトテロという非難が瞬く間にネット上に拡散され炎上し、取引先がS&Fのカレー関係の商材を引き上げようとする騒動に発展する。S&Fで勤務時は薄給ながらも自身が作る絶品カレーに社員が喜んでくれる様子を見ることにやりがいを感じており、20年以上給金に見合わない献身的な働きを行っていた。春子と面識があり、春子が牟田のカレーの味の再現に挑んだ際は、調理方法をアドバイスしている。S&Fを去った後は、カレーのテイクアウトの屋台を起業し、派遣社員には割引価格で販売している。
米田
演 - 肥後克広
S&F本社の社員食堂で調理を請け負う「ネイチャーフードサービス」の社員。コストカットの上、バイトテロ騒動で炎上して客離れから赤字になってしまい、調理請負からの撤退を口にするが、春子が牟田のカレーの味を再現したことで客足が戻り、調理請負を継続する。
小山田和正
演 - 山田良明（第5話、第6話、第7話、最終話）
S&F本社の総務担当部長。宮部社長の側近。宮部の考える業務推進の意向に沿うよう、東海林や里中を叱咤激励して指示をだす。
東海林の黒豆ビスコッティの成分データ改ざんの謝罪会見に同席し、後日、コストカットと称する採算性の悪い下請け業者との契約解除の処理を13年間S&F本社から離れていて業者としがらみがないだろうと、東海林に契約切りの断行を促す。
里中にはS&F直営のコンビニプロジェクトを成功させれば、取締役のポストを準備するとメールして、奮起を促している。
AIによる業務推進を行っていた宮部社長が、そのAIによって自分がリストラ候補としてはじき出され社長を退任することを決意したため、宮部の後任としてS&Fの社長に就任している。
第4話
井手美香
演 - キムラ緑子
S&Fの最重要取引先、食料品ネット販売の最大手「テイスト・オブ・ライフ」の創業者。女社長で裕太郎は彼女の三男。商談でS&Fに来場したとき、裕太郎の働いている様子を見学に営業事業部まで出向いている。
第5話
麦田一恵
演 - 馬場園梓（アジアン）
食品ライターでブロガー。東海林が販売促進しようとしている「黒豆ビスコッティ」について独自に調査し、東海林が提示した黒豆ビスコッティの成分分析データのシアニジンの含有量が実際の含有量より約10倍も多いとしてデータ改ざんの疑いと、ダイエット効果どころか寧ろ太ると月刊誌「おやつ倶楽部」やブログで指摘した。
北乃友造
演 - 阿南健治
北乃望
演 - 花岡すみれ
旭川で「黒豆ビスコッティ」を生産しているお菓子工場、「北乃菓子工房」の社長とその娘。東海林が「黒豆ビスコッティ」を全国展開しようとしていた矢先、成分データの改ざん騒動が起こり、旭川からS&F本社まで「黒豆ビスコッティ」を高く評価してくれた東海林のことを心配して親子で上京した。
漆原教授
演 - 春海四方
栄養学の権威で「黒豆ビスコッティ」の成分分析を行った教授。東海林の旭川支社の部下・高沢（既に退職）から受けたススキノでのキャバクラ接待で気分が浮かれ、良かれと思いダイエット効果があるとされるシアニジンの含有量を実際よりも多く含むようにデータを改ざんしていた。
清掃員
演 - 滝沢秀一（マシンガンズ）
S&Fの入居するビルの清掃員。
磯田明美〈24〉、田中のり子〈30〉、島村知子〈35〉
演 ‐ 佐々木史帆、富山えり子、長内映里香
「黒豆ビスコッティ」の試食モニターの女性たち。S&Fの成分データ改ざん謝罪会見に旭川からリモートで出席し「黒豆ビスコッティ」はいい商品であると感想を述べた。
第6話
隅田厚
演 - 長野博
隅田フーズ社長。経木の弁当箱や長野の山村から採取した笹の葉を用いるなど、調理した人や詰めた人、作った人たちの顔が浮かぶ真心をこめた中高年向けの健康志向のお弁当をコンセプトに「まごころ弁当」を開発したが、そのためにコスト高で利益率が低いため、1週間以内に利益率が改善できない場合はS&Fとの調理請負の契約を切られると通告される。しかし隅田フーズの仕事の信念と技術を評価した春子に、コストカットに乗り出したS&Fと無理に弁当の調理請負の契約を続けるよりも、独自に弁当を納入する相手を探したほうが良いと判断され、春子の計略でS&Fと縁を切り、外資系大手への宅配弁当の大口契約を結ぶことに成功し難を逃れる。
隅田由美
演 - 西尾まり
厚の妻。隅田フーズの「まごころ弁当」のレシピは彼女が試作を何度も重ねて作り出していた。
佐々木加代
演 - 梅沢昌代
長野の山村から隅田フーズに笹の葉を納入していた婦人会のまとめ役。「まごころ弁当」を（利益率を上げるために）リニューアルするので、笹の葉は今後使用しないと里中から通達され、隅田フーズとの取引がなくなると思い、今までのお礼に隅田フーズを訪問する。春子の計略により隅田フーズが大手外資の宅配弁当を直接契約で納入する商談が決まったため、引き続き笹の葉を収めることとなる。
第7話
コンビニ店員
演 - BOW（東京ゲゲゲイ）
里中たちがS&F直営コンビニ店を開発するため、消費者がどのような目線、動線でコンビニ店内で買い物をしているかをメガネ型遠隔カメラを使って分析調査する際に利用したコンビニ店「ファイブマート」の店員。

## 大前春子の所持資格（作中で確認できるもの）
語学（語学検定合格と見られる）
- スペイン語会話
- ロシア語会話

動物
- 犬訓練士
- 初生雛鑑別師

医療系
- 看護師
- 助産師
- あん摩マッサージ指圧師

分析系
- 検査分析士
- 鑑識検定（初級）
- 気象予報士

武道
- 剣道（四段）

調理
- 調理師
- 栄養士
- ふぐ調理師
- 食品衛生管理者
- カレーマイスター

運転免許
- 自動車運転免許（普通自動車、大型自動車、大型自動二輪車）
- 車両系建設機械運転者
- 小型船舶操縦士（水上バイク）
- 海技士（航海）（6級海技士）

その他
- 昇降機検査資格者
- 危険物取扱者
- 核燃料取扱主任者
- 理容師
- アロマテラピー
- スカイダイビング
- 交通巡視員（作中での呼称は自転車安全運転指導員。なおこれは資格や免許ではなく職業そのもので、自転車指導員も指定自動車教習所指導員が公安委員会の養成講習を受けてなる）
- スピーチ検定（三段）
- ジグソーパズル検定（1級）
- 左官技能士（1級）
- 囲碁棋士（アマチュア七段）

## スタッフ

### スタッフ（2007・第1シリーズ）
- 脚本 - 中園ミホ
- 演出 - 南雲聖一、佐藤東弥、茂山佳則、吉野洋
- 音楽 - 菅野祐悟
- 主題歌 - 中島美嘉「見えない星」（Sony Music Associated Records）[22]
- 音楽プロデューサー - 志田博英
- ナレーション - 田口トモロヲ
- プロデューサー - 櫨山裕子、内山雅博
- 技術協力 - 日テレ映像センター、日テレアート
- 美術協力 - 日テレアート
- 制作協力 - オフィスクレッシェンド
- 製作著作 - 日本テレビ

### スタッフ（2020・第2シリーズ）
- 脚本 - 中園ミホ、山口雅俊、川邊優子[1]、山岡真介
- 演出 - 佐藤東弥、丸谷俊平
- 音楽 - 菅野祐悟
- 主題歌 - 鈴木雅之「Motivation」（Epic Records Japan）[23]
- ナレーション - 田口トモロヲ
- チーフプロデューサー - 西憲彦
- プロデューサー - 櫨山裕子、山口雅俊（ヒント）、秋元孝之
- 制作協力 - オフィスクレッシェンド
- 製作著作 - 日本テレビ

## 放送日程

### ハケンの品格（2007）
| 各話                                                                         | 放送日        | サブタイトル                        | ラテ欄                              | 脚本     | 演出     | 視聴率 |
| ---------------------------------------------------------------------------- | ------------- | ----------------------------------- | ----------------------------------- | -------- | -------- | ------ |
| 第1話                                                                        | 2007年1月10日 | スーパー派遣登場!                   | 働く事は生きること…スーパー派遣登場 | 中園ミホ | 南雲聖一 | 18.2%  |
| 第2話                                                                        | 1月17日       | プライドとホッチキス                | 大戦争! 派遣VS正社員                | 中園ミホ | 南雲聖一 | 18.6%  |
| 第3話                                                                        | 1月24日       | 社員の友情 ハケンの仁義             | 正社員の友情・派遣の仁義            | 中園ミホ | 南雲聖一 | 18.8%  |
| 第4話                                                                        | 1月31日       | 恋とお時給                          | 悲しい恋とお時給                    | 中園ミホ | 佐藤東弥 | 20.1%  |
| 第5話                                                                        | 2月07日       | お時給インベーダー VS ナマコ大先輩  | お時給インベーダーとナマコ大先輩    | 中園ミホ | 茂山佳則 | 18.6%  |
| 第6話                                                                        | 2月14日       | 涙の残業バレンタイン                | 残念バレンタインと涙                | 中園ミホ | 南雲聖一 | 20.7%  |
| 第7話                                                                        | 2月21日       | 企画コンペに恋は厳禁!               | 企業コンペに恋は厳禁                | 中園ミホ | 佐藤東弥 | 20.2%  |
| 第8話                                                                        | 2月28日       | 派遣にプロポーズ!?                  | 派遣にプロポーズ                    | 中園ミホ | 南雲聖一 | 19.9%  |
| 第9話                                                                        | 3月07日       | スーパーハケンの過去                | スーパーハケンの過去                | 中園ミホ | 吉野洋   | 19.9%  |
| 最終話                                                                       | 3月14日       | 契約終了!! スーパー派遣最後のスキル | 契約終了!…スーパー派遣最後のスキル  | 中園ミホ | 南雲聖一 | 26.0%  |
| 平均視聴率 20.1%（視聴率はビデオリサーチ調べ、関東地区・世帯・リアルタイム） |               |                                     |                                     |          |          |        |

- 初回は22時 - 23時9分の15分拡大放送。
- 最終話は22時 - 23時4分の10分拡大放送。

### ハケンの品格（2020）
| 各話                                                                         | 放送日        | ラテ欄                                                               | 脚本              | 演出     | 視聴率 |
| ---------------------------------------------------------------------------- | ------------- | -------------------------------------------------------------------- | ----------------- | -------- | ------ |
| 第1話                                                                        | 2020年6月17日 | スーパー派遣の春子が13年ぶりカムバック お時給泥棒&セクハラ社員に喝!  | 中園ミホ          | 佐藤東弥 | 14.2%  |
| 第2話                                                                        | 6月24日       | 派遣に仕事の責任なし? そば屋企画で大騒動! 悪魔のプレゼンで社員を救え | 山口雅俊 川邊優子 | 佐藤東弥 | 11.9%  |
| 第3話                                                                        | 7月01日       | 社員食堂バイトテロ 炎上騒ぎで社長も炎上 名物美味カレーを取り戻せ!    | 中園ミホ          | 丸谷俊平 | 11.9%  |
| 第4話                                                                        | 7月08日       | コネ新入社員に派遣がパワハラ? 倉庫脱出サバイバル! くるくる東京に凱旋 | 山口雅俊 川邊優子 | 佐藤東弥 | 12.7%  |
| 第5話                                                                        | 7月15日       | 痩せない!? お菓子ウソ表示で大ピンチ 偽りの謝罪会見で赤裸々告白大逆転 | 中園ミホ          | 丸谷俊平 | 13.1%  |
| 第6話                                                                        | 7月22日       | 社長も期待! AI導入でムダ徹底排除 天気予報で弁当数当て対決            | 山口雅俊 川邊優子 | 佐藤東弥 | 12.1%  |
| 第7話                                                                        | 7月29日       | 和菓子VSアジフライ戦争! 社員沈没を救う男の友情とまさかのプロポーズ?  | 中園ミホ          | 丸谷俊平 | 13.1%  |
| 最終話                                                                       | 8月05日       | 最終決戦! 人間がAIに勝つ方法!? 三角関係決着とさよなら春子の新たな夢  | 中園ミホ 山岡真介 | 佐藤東弥 | 12.6%  |
| 平均視聴率 12.7%（視聴率はビデオリサーチ調べ、関東地区・世帯・リアルタイム） |               |                                                                      |                   |          |        |

## 受賞
ハケンの品格（2007）
- 第44回ギャラクシー賞
  - テレビ部門 奨励賞
  - テレビ部門 個人賞（篠原涼子）

- 第16回橋田賞
- 第33回放送文化基金賞
  - テレビドラマ部門 優秀賞
  - 個別分野 脚本賞（中園ミホ）

- 第52回ザテレビジョンドラマアカデミー賞
  - 主演女優賞（篠原涼子）

- 第4回TVnavi ドラマ・オブ・ザ・イヤー2007
  - 最優秀主演女優賞（篠原涼子）

## 反響・評価
- ビデオリサーチ調べの関東地区では、第1シリーズの平均視聴率は20.1%、最高視聴率は最終回の26.0%と高視聴率を記録した。最終回の瞬間最高視聴率はラストシーンの28.9%。日本テレビ水曜22時ドラマ枠では『続・星の金貨』（1996年10月期）以来の平均視聴率20%超えを達成した。
- 演劇ユニットTEAM NACSのメンバーである大泉洋と安田顕の出演もあって、北海道では他地域よりも注目度が高く、第1シリーズの札幌地区（札幌テレビ放送）の視聴率は第1話で27.0%と他地区より高い数字となった。その傾向は第2話以降も続き、平均視聴率は25%を超えた。
- 2007年3月28日に発表された明治安田生命の新入社員アンケート調査では、篠原涼子が「理想の女性上司」第1位に選ばれた。篠原は、「頼もしい」といったイメージで特に女性からの圧倒的な支持を獲得した。ドラマやCMが影響しているとのことで、このドラマで演じた大前春子のイメージとも重なっている。

## 備考
- 時給3,000円（若しくはそれ以上）の派遣業務は、薬剤師、看護師などの国家資格者やIT業界で存在するが、大前春子のような事務職では稀である[要出典]。当然、時給が高額になれば納税額もその分高額になる。
- このドラマは派遣社員を題材に扱っているためか、第1シリーズはそれに関連したスポンサー（human（派遣はヒューマンリソシア）とテンプスタッフ）がついていた（テンプスタッフは次クールのバンビ〜ノ!以降も提供）。また、このドラマに出演していた加藤あいがCMキャラクターを起用しているCHINTAIも番組提供をした。
- 社名に使用されている「S&F」とは「spoon & fork」の略である。
- 第1シリーズの第6話に登場するチョコレート店「シルスマリオ」は、神奈川県平塚市に実在する「シルスマリア」がモデルである。
- 講談社の漫画雑誌「デザート」の増刊枠「Theデザート」の4月号と5月号にコミカライズが掲載された。内容的にはドラマとほぼ同じだが、美雪の視点で書かれているのが特徴。また、登場人物によっては、ドラマとはまったく異なったキャラクターデザインになっている。
- タイトルの「品格」は、藤原正彦著の『国家の品格』を発端とする本放送当時の「品格ブーム」にあやかったものである。
- 謎の派遣社員が一流の働きを見せる作品は漫画作品に多く、『企業戦士YAMAZAKI』（富沢順・作、集英社 スーパージャンプ連載。1992-1999年）や『さすらいの派遣社員 お竜!』（布浦翼・作、講談社BE・LOVE連載。1992年）、『派遣戦士 山田のり子』（たかの宗美・作、双葉社 『クレヨンしんちゃん特集号』1999年11月5日号連載開始）などが有る。
- 大泉洋が出演している『水曜どうでしょう』（北海道テレビ放送）の企画「ヨーロッパ20ヵ国完全制覇 〜完結編〜」が、この番組と同時期に放送されたため、番組の前枠・後枠で大泉と鈴井貴之の両名がこの番組のパロディを行っている（内容は、鈴井扮する大前春子が雪原の中をソリで走って向かってくるが、途中にある様々なトラップで必ず転ぶというシュールな物である。大泉は東海林本人役に扮している）。また、企画本編でも本作の影響と思われるシーンが終盤になって存在している。
- 韓国では本作を元にした『職場の神』（チクチャンエ シン、ko:직장의 신）がキム・ヘス主演で2013年にKBSで放送された[31][32]。日本でも邦題を『オフィスの女王』として、KNTVや[33]日テレプラスで放送されている。

### 放送局
2007・第1シリーズ
日本テレビ系列各局
琉球放送（JNN・TBS系） - 金曜深夜。3週間遅れて放送。
テレビジャパン（NHKワールドTV。アメリカ合衆国、カナダ、プエルトリコ） - 現地時間2007年10月17日 - 12月19日 毎週水曜午後（放送時間は時差のため地域により異なる）。
SBS Drama+ - 韓国で『マンヌンサウォン オオマエ パギョネ プムギョク』と題して放送された。題名の直訳は『万能社員オオマエ 派遣の品格』。

### 再放送
日本テレビ（2007・第1シリーズ）
平日午後の再放送枠『ドラバラZONE』にて再放送。（2007年10月1日 - 10月16日）
平日午後の再放送枠『ゴゴドラ』にて再放送。（2010年10月4日 - 11月9日）

## スピンオフドラマ
『ハケンの珍客』（ハケンのちんきゃく）と題したテレビドラマ第2シリーズから登場した新キャラクターによるスピンオフドラマがHuluで2020年6月17日から独占配信されている。
新入社員で研修中の井手裕太郎と三田貴士が、業務でピンチに陥り、ハケンライフの派遣社員、福岡亜紀や千葉小夏を巻き込みながらも、ピンチを回避するため派遣会社ワークゼアにピンチヒッターの派遣社員を要請し助けを求める。しかし、新入社員の二人の前に現れる派遣社員・一之江和美や二重橋直子は大前春子とはまた異なる「スーパーなハケン」なのであった。 

### キャスト（スピンオフドラマ）
ここでは配信ドラマのみに登場するキャラクターを紹介する。テレビドラマに登場する人物である井手裕太郎、三田貴士、福岡亜紀、千葉小夏、浅野務、長嶋雅史に関しては、#登場人物を参照。
一之江和美（いちのえ かずみ）
演 - 八嶋智人 （第1話～第3話）
派遣会社ワークゼアから派遣される一人目の「スーパーなハケン」。

二重橋直子（にじゅうばし なおこ）
演 - 久本雅美 （第4話～第6話）
派遣会社ワークゼアから派遣される二人目の「スーパーなハケン」。

三河島聡（みかわじま さとし）
演 - 間宮祥太朗 （第7話～最終話）
派遣会社ワークゼアから派遣される三人目の「スーパーなハケン」。

田無元（たなし げん）
演 - 永野宗典
派遣会社ワークゼアのS&F担当営業。

五輪薫（いつわ かおる）
演 - ふせえり （第1話～第3話）
S&Fの人事部研修担当。

女性プロデューサー
演 - 柴田理恵 （第4話～）
「ハケンの珍客」のプロデューサー。ドラマの撮影スタイルについて重要な連絡を井手役の杉野遥亮と三田役の中村海人に伝える。

### スタッフ（スピンオフドラマ）
- 脚本 - 橋口俊貴
- 演出 - 尾形竜太
- プロデューサー - 玉田祐美子、大護彰子
- チーフプロデューサー - 西憲彦
- 制作協力 - ヒント
- 制作著作 - 日本テレビ

## 関連商品

### Blu-ray・DVD
ハケンの品格（2007）
- ハケンの品格 DVD-BOX（2007年6月27日発売、バップ）[38]
  - インタビュー・メイキング映像
- ハケンの品格 DVD VOL.1〜VOL.4（2007年6月27日発売、バップ）
  - 第1・2話収録（104分）／第3・4話収録（92分）／第5 - 7話収録（138分）／第8 - 10話収録（144分）

ハケンの品格（2020）
- ハケンの品格（2020） Blu-ray BOX・DVD-BOX（2020年12月9日発売、バップ）[39]
  - スペシャルメイキング映像、ブックレット

### オリジナル サウンドトラック
ハケンの品格（2007）
- ハケンの品格 o.s.t.[40]

発売元：株式会社バップ
発売日：2007年2月28日
品番：VPCD-81555
音楽：菅野祐悟
ハケンの品格（2020）
- ドラマ『新シリーズ「ハケンの品格」』オリジナル・サウンドトラック[41]

発売元：株式会社バップ
発売日：2020年8月5日
品番：VPCD-86334
音楽：菅野祐悟

## リメイクドラマ

### 韓国版
2013年4月1日から5月21日まで、韓国の公共放送局KBSでリメイクして放送された。韓国でのタイトルは、「KBS 2TV 月火ミニシリーズ ロマンティック 生存 コメディ」『직장의 신』（チクチャンエ シン、職場の神）である。主人公ミス・キム役は韓国を代表する女優の一人キム・ヘスが演じた。キム・ヘスは、年末恒例の放送局が自社放送番組を対象に授賞する番組の一つ「KBS演技大賞」で最高賞の大賞を主演俳優として受賞した。この韓国版リメイクを日本では『オフィスの女王』と題してKNTVなどで日本語字幕付きで放送し、2015年5月にDVDの全巻セットが発売されたほか、インターネット上の有料動画配信サービスサイト dTV などで配信もされた。